# La Linda
La Linda (en francès Lalinde) és un municipi francès situat al departament de la Dordonya i a la regió de la Nova Aquitània.

## Demografia
| 1962                                       | 1968  | 1975  | 1982  | 1990  | 1999  | 2007  |
| ------------------------------------------ | ----- | ----- | ----- | ----- | ----- | ----- |
| 3.150                                      | 3.291 | 3.070 | 2.949 | 3.029 | 2.989 | 2.937 |
| Des de 1962: població sense dobles comptes |       |       |       |       |       |       |

## Administració
| Període   | Identitat          | Partit |
| --------- | ------------------ | ------ |
| 1977-2001 | Bernard Gouzot     |        |
| 2001-     | Pierre-Alain Péris | PS     |